# Porphyronota spinata
Porphyronota spinata är en skalbaggsart som beskrevs av Holm 1990. Porphyronota spinata ingår i släktet Porphyronota och familjen Cetoniidae. Inga underarter finns listade i Catalogue of Life.